# 박지우 (무용가)
박지우 (1980년 12월 6일 ~ )는 대한민국의 댄스스포츠 선수이다.

## 학력
- 서울예술고등학교 무용과 졸업
- 예원예술대학교 졸업
- 한국예술종합학교 창작과 입학
- 한양대학교 대학원 무용학과
- 라반 센터 무용학과 댄스스포츠 전공

## 출연 작품

### 예능
- 2012년 SBS 《시크릿데이트쇼 가면무도회》
- 2012년 QTV 《다이아몬드 걸》
- 2013년 MBC 《댄싱 위드 더 스타》
- 2015년 Mnet 《댄싱9》
- 2015년 MBC 《마이 리틀 텔레비전》
- 2016년 MBC 《미스터리 음악쇼 복면가왕》 - 내가 바로 국가대표 < 참가자 >
- 2016년 KBS 《1대 100》
- 2018년 MBC 《비디오스타》

### 드라마
- 2012년 tvN 《일년에 열두남자》
- 2014년 tvN 《응급남녀》 - 댄스스포츠 강사 역 (특별출연)